# Kessel (Csillagok háborúja)
A Kessel a Csillagok háborúja elképzelt univerzumának egyik bolygója. 
Rettegett fűszerbányáiról ismert, ahol kényszermunkások dolgoznak. (az eredetiben a fűszer neve: „glitterstim”)
A csempészek egy titkos útvonalat létesítettek, ami ki- és bevezet a rendszerbe, ennek neve Kessel Útvonal (Kessel Run).

## Leírása
A bolygó az űrből nézve szabálytalan, krumpliszerű alakot mutat. Felszíne sziklás. A bolygó érdekességét és értékét a felszín alatt található „csillogó só” adja, amiből máshol serkentőszert állítanak elő.
A bolygó túl kicsi ahhoz, hogy saját légköre legyen, így a felszínen sok helyen „levegőgyárak” működnek, amik lélegezhető gázokat állítanak elő. Ennek ellenére az atmoszféra túlságosan vékony, így a felszínen való tevékenységhez oxigénmaszk szükséges. A gyárak által előállított levegő a csekély gravitáció miatt folyamatosan kiáramlik a világűrbe, ahol látható, párás nyomot hagy a bolygó mögött.
Az univerzumban általánosságban a „fűszer” szó alatt valamilyen kábítószert értenek. A Kesselen bányászott só ezek között a legértékesebb. A „csillogó só” nem csak eufóriát okoz (amit terápiás céllal is alkalmaznak), hanem ez a fényre érzékeny rostszerű anyag a felhasználójában átmenetileg megnöveli az addig rejtett telepatikus képességeket is. Mivel ez az anyag csak ezen a bolygón található meg, ez ritka és értékes kinccsé teszi.
Az égbolton többnyire nem csillagok, hanem a Bendő Halmaz (Maw Cluster) látható, amit (máshol szokatlan módon) fekete lyukak alkotnak.

## Élővilága
- „energiafaló pókfaj” – a fűszert ez állítja elő
- taras-chi – egy ehető rovarféle, amit a rabok elfogyasztanak, bár íze kellemetlen
- bogey – am. „mumus”, a pókok táplálékául szolgáló, a bányákban lebegő 5 cm-es energialény. Zenei hangot ad ki magából. A bekapcsolt berendezéseket tönkreteszi.

## Történelme
|  | Alább a cselekmény részletei következnek! |

Amikor a Birodalom emelkedett hatalomra, a bolygót börtönné alakították át, és a rabokat arra kényszerítették, hogy az egészségtelen bányákban a „csillogó só”-t bányásszák. Ezzel az akcióval a bányászat nyersanyagát addig illegálisan forgalmazó és ezáltal nagy profitot bezsebelő alvilág hasznát jelentősen csökkentették. A hideg bányákban politikai és köztörvényes elítéltek egyaránt dolgoztak. Mivel az itt bányászott fűszer fényt kapva aktiválódik, ezért a raboknak állandóan teljes sötétségben kellett dolgozniuk.
A bányászoknak a hideg és a sötétség mellett meg kellett küzdeniük a hibás gázmaszkokkal, a rosszul működő melegítőkkel, a bányabeomlásokkal és a hibás irányba tartó, felesleges fordulókkal.
A későbbiek során felfedezték, hogy a fűszert valójában egy élőlény, egy „energiafaló pókfaj” állítja elő a barlangok mélyén. Sűrűn előfordult, hogy a vájatokban egy túlságosan előre haladó, figyelmetlen bányász ennek a póknak az útjába került, ami pillanatok alatt kiszívta belőle az életet adó energiát.
A bűnözői alvilág megtalálta a módját, hogy a Birodalom jelenléte ellenére megtalálja a maga hasznát. Akadtak megvesztegethető, hatalommal rendelkező birodalmi alkalmazottak, akik el tudták intézni, hogy a fűszer egy része „elvesszen”, majd a Fekete Nap vagy a huttok teherhajóin szállítsák tovább. Sok olyan csempész akadt, aki az életét is kockára tette a fűszer megszerzése érdekében, és ennek során mások életét sem kímélte, ha azok keresztezték az útját.
A Kessel Útvonal használata két, egymástól teljesen eltérő szállítási módszert jelentett. Az első módszerben a szokásos, lassú teherhajók szállították a fűszert, amik sorban, egymás után haladtak a szabályos engedéllyel rendelkező birodalmi teherhajók között. Ez egyrészről könnyen kivitelezhető módszer volt, másrészről nagyobb volt a lebukás veszélye, hiszen a teherhajó egy ellenőrzés során nem tudott elmenekülni. A fűszer szétosztását már haladás közben elkezdték. A másik, kockázatosabb módszer az volt, hogy egy gyorsan haladó hajót (ami emiatt már a rakodásnál feltűnést keltett), megpakoltak fűszerrel, majd a pilóta olyan közel vezette a gépet a Maw Csoport félelmetes fekete lyukjai mellett, amennyire csak merte. Így (ha nem ment túl közel) tetemes többletsebességre tett szert, amivel a birodalmi hajók nem tudtak versenyezni. Amelyik csempész túlélte ezt az utazást a 18 parszek hosszúságú Kessel Útvonalon, az később joggal dicsekedhetett vele. 
A fűszer mellett a Kessel más miatt is stratégiai fontosságú volt, bár ez sokáig szigorúan titkos információnak számított, és valóban csak kevesen tudtak róla. A bolygó jelentette a bejáratot a Maw Csoport felé, ahol Tarkin nagymoff válogatott tudósokból álló kutatócsapatot működtetett. Ők dolgozták ki többek között az olyan meglepő technológiai újításokat, mint a Halálcsillag, a World Devastator, a Sun Crusher, az Ionic Ring és a Subspace Holotransciever.
Az endori csata után, amiben a Birodalom elbukott, egy Moruth Doole nevű börtöntiszt vette át a bányászat és a bolygó irányítását. Doole vezette a komplexumot hét évig, amikor a birodalmi erők megérkeztek a Maw irányából, hogy felvegyék a harcot az Új Köztársasággal szemben. A Kessel harcmezővé vált, ahol kísérleti birodalmi fegyvereket is bevetettek. A Halálcsillag egyik működő prototípusa tüzet nyitott a bolygóra és megsemmisítette a helyőrségnek helyet adó holdját.
Az ezt követő zavargásokban Doole meghalt, a bányászati komplexum Lando Calrissian vállalkozó kezébe jutott. Ő a működtetést átadta barátjának, Nien Nunbnak, aki rabok helyett droidokat kezdett alkalmazni.
|  | Itt a vége a cselekmény részletezésének! |

## Megjelenése

### A filmekben
- Solo: Egy Star Wars-történet (2018)

### Videojátékokban
- Star Wars: Episode I Racer
- A Star Wars: Galactic Battlegrounds egyik küldetése a bolygón játszódik.
- Star Wars: Rebellion (1998)

### Képregényekben
Star Wars: Purge (Dark Horse Comics, 2005)

### Könyvekben
Az Új remény könyvváltozatában C-3PO megemlíti attól való félelmét, hogy deportálják a kesseli fűszerbányákba.

## Háttérinformációk
A Kessel először egy párbeszédben szerepel az Új Remény-ben, ahol megemlítik a rajta található fűszerbányákat és a Kessel Útvonalat.
A Kessel Útvonal Han Solóval kapcsolatban is szóba kerül, aki eldicsekszik vele, hogy azt 12 parszek alatt teljesítette. Azonban mivel a parszek nem idő-, hanem távolságegység, nehéz a kijelentést másként értelmezni, hacsak úgy nem, hogy az útvonalat a fekete lyukak felé tett kitérővel rövidítette le.
A Jedi Academy Trilogy-ban egy csempészhajónak a Maw Csoportban lévő fekete lyukak közelében kell elhaladnia, amit csak tapasztalt pilóták tudnak megtenni a megfelelő erősségű hajtóművek birtokában.
George Lucas közlése szerint egyszerűen arról van szó, hogy Han Solo csupán kitalálta az útvonal megtételét, hogy felvágjon a vidéki vásárlók előtt (az Új Remény forgatókönyvében ez a változat szerepel). Obi-Wan értő pillantása elárulja, hogy átlát a csempész jelentéktelen hazugságán.

## Fordítás
- Ez a szócikk részben vagy egészben  a   Kessel című angol Wikipédia-szócikk fordításán alapul.  Az eredeti cikk szerkesztőit annak laptörténete sorolja fel. Ez a jelzés csupán a megfogalmazás eredetét és a szerzői jogokat jelzi, nem szolgál a cikkben szereplő információk forrásmegjelöléseként.